# Peraque
Peraque ou Perá (em malaio: Perak) é um dos treze estados da Malásia e o segundo maior da península malaia, com uma área de 21 mil km² e uma população de cerca de 2.200.000 habitantes.
Peraque, em malaio, significa prata e o nome provavelmente vem da coloração prateada do estanho, o metal mais abundante da região e que durante anos sustentou e desenvolveu a economia malaia através da exploração mineradora de empresas britânicas na área. Em fins do século XIX, com seus ricos depósitos aluviais de estanho, Peraque era uma das maiores joias da coroa do Império Britânico. Algumas versões afirmam, porém, que na verdade o nome vem do brilho prateado dos peixes na água.
Peraque foi no passado o mais populoso dos estados malaios, mas a decadência da exploração do estanho na península causou uma considerável migração humana para outras partes do país. A composição étnica atual da população é de 44% de malaios, 42% de chineses e a minoria restante predominantemente de indianos.
Peraque é um dos estados malaios que constitucionalmente são governados por um sultão. No momento, seu atual soberano, é o sultão Azlan Muhibbuddin Xá. Criado em 1528, esteve sob soberania tailandesa entre 1816 e 1874 e foi protectorado britânico entre 1874 e 1946.